# Theodetes z Chios
Theodetes z Chios (I wiek p.n.e.) retor i nauczyciel Ptolemeusza XIII, koregent Egiptu (wraz z Pothejnosem i Achillasem) w latach 51-48 p.n.e.
Przeciwnik Kleopatry VII. Autor pomysłu zgładzenia Pompejusza po jego ucieczce spod Farsalos. Na wieść o gniewie Cezara po tym zabójstwie uciekł z Egiptu.